# 魯德卡河 (蘇拉河支流)
魯德卡河（烏克蘭語：Рудка），是烏克蘭中部的河流，屬於蘇拉河的左支流，發源自納斯塔西夫卡東南部，流經波爾塔瓦州的盧布尼區，河道全長11公里。